# Springville (Utah)
Pour les articles homonymes, voir Springville.
La ville de Springville est située dans le comté d'Utah, dans l'État d’Utah, aux États-Unis. Sa population s’élevait à 29 466 habitants lors du recensement de 2010, estimée à 33 294 habitants en 2017.

## Source
- (en) Cet article est partiellement ou en totalité issu de l’article de Wikipédia en anglais intitulé « Springville, Utah » (voir la liste des auteurs).